# Orkiestra Filharmonii Poznańskiej
Orkiestra Filharmonii Poznańskiej – polska orkiestra symfoniczna grająca od 1947 r., przynależąca do Filharmonii Poznańskiej im. Tadeusza Szeligowskiego.

## Historia
Pierwszy występ Orkiestry Filharmonii Poznańskiej odbył się 10 listopada 1947 roku (pod batutą dyrygenta – Stanisława Wisłockiego)
Dyrektorzy-dyrygenci Orkiestry Symfonicznej Filharmonii Poznańskiej (chronologicznie):
1. Stanisław Wisłocki
2. Jerzy Katlewicz
3. Robert Satanowski
4. Witold Krzemieński
5. Zdzisław Szostak
6. Renard Czajkowski
7. Wojciech Rajski
8. Wojciech Michniewski
9. Andrzej Boreyko
10. Mirosław Jacek Błaszczyk
11. José Maria Florêncio